# Turøyna
Ne doit pas être confondu avec Turøyna (Lindås).
Turøyna ou Turøy est une île de la municipalité d'Øygarden dans le comté de Vestland, en Norvège.

## Géographie
D'une superficie de 1,67 km2, elle se trouve juste à l'ouest des îles de Toftøyna et Misje.
L'île est reliée au continent par la route via le pont de Turøy qui la relie à Toftøyna. La route continue ensuite sur une série de ponts reliant un chapelet d'îles entre elles et à la ville de Bergen. Le code postal est 5365 Turøy.
Une station ornithologique est établie sur l'île et est donc connue pour être un bon endroit pour l'observation des oiseaux.

## Histoire
Avant 1964, l'île de Turøyna faisait partie de l'ancienne municipalité de Herdla. Puis de 1964 à 2020, elle a fait partie de la municipalité de Fjell.
Treize personnes sont mortes dans un accident d'hélicoptère qui s'est produit sur l'île en 2016, l'accident du vol 241 (en).

## Population
Une centaine de personnes vivent sur l'île.